# Neksdžen
NexGen je bila kompanija koja se bavila proizvodnjom procesora za lične računare.

### Nastanak
Ova kompanija nastaje 1986 godine s ciljem proizvodnje 80386 kompatibilnog procesora s potpuno novom, nezavisnom arhitekturom. Od svog samog pokretanja Nexgen se potpuno posvećuje svojim dizajnersko-inžinjerskim ciljevima zapuštajući sve druge poslovne aspekte što će je na kraju uništiti. Prvi svima neprimećen problem je sam konačni cilj. 
Zahvaljujući prekasnom izlasku svog procesora na tržište Nexgen se 1990 našao u prvim finansijskim problemima od kojih ih spašava Compaq koji postaje glavni sponzor njihovih budućih projekata.

### Proizvodi
Kada je postalo očito da 80386 kompatibilni procesor neće biti konkurentan zbog kasnog izlaska na tržište, kompanija se preorijentisala na jače modele. Zahvaljujući tome Nextgen u proleće 1994. godine izlazi s svojim procesorom Nx586. Odmah s njegovom najavom javljaju se novi problemi za ovu kompaniju. Preveliko usmeravanje na stvaranje nove arhikteture procesora rezultovalo je neobaziranjem na pojedinosti bitne za uspeh na tržištu.
Novi procesor nije bio pin kompatibilan niti s jednim drugim na tržištu, pa je za njega bilo potrebno dizajnirati posebne matične ploče. Rezultat svega toga postaje finansijski neuspeh, kojem sigurno pripomaže i teškoća nalaska kompanije koja bi bila raspoložena proizvoditi Nx586 .

### Prodaja iAMD K6
Polovinom devedesetih godina AMD potresa žestoka kriza. Do izlaska procesora Pentium, prisiljeni su da otkupljuju licencna prava na svoje proizvode (proceseori 086, 286, 286, 486 ) od Intela. Do tada oni samo proizvode klonove konkurenta. Prvi samostalni proizvod AMDa Pentium kompatibilni procesor imena K-5 je bio katastrofa. Kako bi spasili svoju kompaniju od neminovne propasti uprava AMDa se odlučuje 1996 godine na kupovinu Nexgen-a čiji procesor nove generacije (koji još nije bi izašao na tržište) imena Nx686 koji je tada imao najbolji neintel dizajn procesora na svetu.
Nakon kupovine AMD uvodi inžinjerske umove Nextgena u realnost prisiljavajući ih da svoj procesor oblikuju tako da može stati u ležište za Pentium procesore. S tom promenom Nextgenov procesor Nx686 se počinje na tržištu prodavati s imenom AMD K6, nakon čega AMD postaje ono što je danas.
U prvom razdoblju taj poslednji procesor kompanije Nexgen se prodavao pod imenom AMD Nx686 .